# Aïn Kerma
Aïn Kerma è un comune dell'Algeria, situato nella provincia di El Tarf.